# Кропивнянська сільська рада (Іванківський район)
| Кропивнянська сільська рада — орган місцевого самоврядування у Іванківському районі Київської області з адміністративним центром у с. Кропивня. Водоймища на території, підпорядкованій даній раді: річка Кропивня. Сільській раді підпорядковані населені пункти: - с. Кропивня - с. Мокра Корма - с. Рудня-Сидорівська |

## Склад ради
Рада складається з 14 депутатів та голови.

### Керівний склад ради
| ПІБ                          | Основні відомості                                                               | Дата обрання | Дата звільнення |
| ---------------------------- | ------------------------------------------------------------------------------- | ------------ | --------------- |
| Отрошенко Наталія Миколаївна | Сільський голова, 1970 року народження, освіта, позапартійна                    | 26.03.2006   | 31.10.2010      |
| Отрошенко Наталія Миколаївна | Сільський голова, 1970 року народження, освіта середня спеціальна, позапартійна | 31.10.2010   |                 |

Примітка: таблиця складена за даними джерела